# Rio Pariquera-Açu
O rio Pariquera-Açu é um rio brasileiro do estado de São Paulo, pertence à bacia do rio Ribeira de Iguape.
Nasce no município de Pariquera-Açú, litoral sul do estado de São Paulo, na localização geográfica, latitude 24º44'16" sul e longitude 47º56'41" oeste, entre as rodovias estaduais SP-193 não asfaltada, e a rodovia SP-226, próximo de Jacupiranga e a meio caminho de Cananéia.

## Percurso
Da nascente segue em direção nordeste (30º) do estado de São Paulo, e depois de percorrer mais ou menos sete quilômetros atravessa a cidade de Pariquera-Açú segue sempre acompanhando uma rodovia vicinal não asfaltada em direção ao nordeste (60º) até que tanto a rodovia como o próprio rio Pariquera-Açu alcancem o rio Ribeira de Iguape muito próximo (1.500 metros ao sul) onde o rio Jacupiranga deságua no rio Ribeira de Iguape.

## Banha os municípios
Passa pelos municípios de: Pariquera-Açú, Registro e Iguape.

## Afluentes
- Margem sul:
  - Não consta

- Margem norte:
  - Não consta

## Final
Se torna afluente do rio Ribeira de Iguape na localização geográfica, latitude 24º36'27" sul e longitude 47º44'53" oeste, e o rio Ribeira de Iguape deságua no Oceano Atlântico em Iguape .

## Extensão
Percorre neste trajeto uma distância de mais ou menos 31 quilômetros.

### Referência
- Mapa Rodoviário do Estado de São Paulo - (2004) - DER